# (12644) Robertwielinga
(12644) Robertwielinga est un astéroïde de la ceinture principale.

## Description
(12644) Robertwielinga est un astéroïde de la ceinture principale. Il fut découvert le 30 septembre 1973 à l'observatoire Palomar par Cornelis Johannes van Houten, Ingrid van Houten-Groeneveld et Tom Gehrels. Il présente une orbite caractérisée par un demi-grand axe de 2,38 UA, une excentricité de 0,23 et une inclinaison de 3,7° par rapport à l'écliptique.

## Compléments